# Bukowiec (Góry Suche)
Bukowiec (898 m n.p.m.) – wzniesienie w Sudetach Środkowych, w Górach Kamiennych, w północno-zachodniej części pasma Gór Suchych.

## Położenie
Położony jest w północno-zachodniej części Gór Suchych, na pograniczu z Górami Wałbrzyskimi, na północny wschód od miejscowości Sokołowsko. Od strony zachodniej jest oddzielony Kotliną Sokołowską od masywu Masywu Stożka.

## Charakterystyka
Jest to charakterystyczne wzniesienie o powulkanicznych kształtach, Ma ono formę rozciągniętego stożka. Część grzbietowa jest płaska i ma kształt rogala, zbocza są strome. Wyraźnie odznaczają się trzy wierzchołki: 880, 886 i 898 m n.p.m. Na północno-wschodnim zboczu, na wysokości około 800 m n.p.m., występują charakterystyczne pojedyncze skałki.

## Budowa geologiczna
Wzniesienie jest zbudowane ze skał wylewnych - melafirów (trachybazaltów), należących do północnego skrzydła niecki śródsudeckiej. Poniżej szczytu, na północno-wschodnim zboczu góry znajduje się wyrobisko górnicze kamieniołomu melafiru oraz zakład przeróbczy.

## Roślinność
Wzniesienie od poziomu około 760 m n.p.m. po stronie wschodniej i od 660 m n.p.m. po zachodniej w całości porośnięte jest lasem regla dolnego. Szczyt wziął nazwę od buków porastających jego zbocza, zwłaszcza południową część.

## Ochrona przyrody
Leży częściowo na terenie Parku Krajobrazowego Sudetów Wałbrzyskich.

## Turystyka
Szlaki turystyczne:
- zielony – z Wałbrzycha do Rybnicy Leśnej i dalej, prowadzi zachodnim, południowym i częściowo wschodnim podnóżem
- niebieski – z Wałbrzycha prowadzi na środkowy 886 m n.p.m. wierzchołek góry
- czerwony – fragment Głównego Szlaku Sudeckiego prowadzący z Lesistej Wielkiej do schroniska Andrzejówka przechodzi przez dwa wierzchołki góry
- żółty z Sokołowska na Waligórę, prowadzi południowym podnóżem góry
- Na północnym zboczu, na krawędzi lasu położony jest punkt widokowy z panoramą Gór Wałbrzyskich i Sowich.

## Inne
Na zboczu góry w pobliżu wioski Unisław Śląski, niedaleko od drogi z Unisławia do Rybnicy Leśnej znajduje się stanowisko startowe paralotniarzy.